# سامانه پدافندی مهران
سامانه پدافندی مهران نخستین بار ۱۸ آبان ۱۴۰۲ در جریان بازدید سید علی خامنه‌ای از نمایشگاه دستاوردهای نیروی هوافضای سپاه چند دستاورد موشکی، پدافندی و پهپادی جدید رونمایی شد.سامانه پدافندی متحرک مهران  دستاورد در این نمایشگاه است که می‌تواند با انواع اهداف هوایی درگیر شود و برد آن ۳۲۰ کیلومتر است.
سامانه TELAR مهران به صورت یکپارچه بوده و رادار، سامانه اپتیکی، موشک و پست فرماندهی آن به صورت محمول بر روی یک خودرو قرار دارند و هر سامانه آن مجهز به ۴ فروند موشک مهران ۱ با برد ۲۰۰ کیلومتر یا مهران ۲ با برد ۳۲۰ کیلومتر است. برای این سامانه TEL با ظرفیت ۶ موشک طراحی شده که با TEL جدید سامانه سوم خرداد مشترک است.